# Kabina sekcyjna

Układ zasilania sieci DC

Kabina sekcyjna (KS) – Obiekt infrastruktury zasilania sieci kolejowej w której znajduje się rozdzielnia prądu stałego 3 kV wyposażona w szynę zbiorczą oraz wyłączniki szybkie prądu stałego (WS) spolaryzowane dla prądów zwarciowych płynącego w kierunku "do" sieci trakcyjnej. Kabiny sekcyjne stosuje się między podstacjami trakcyjnymi (PT), na liniach dwutorowych mniej więcej w połowie drogi między podstacjami. Głównym zadaniem kabiny sekcyjnej jest zmniejszanie spadków napięć i strat mocy w sieci trakcyjnej, wyrównują obciążenie zasilaczy trakcyjnych na podstacjach. zmniejszają długość odcinka pozbawionego napięcia w stanie awaryjnym. Kabiny sekcyjne umieszczane są w budynkach lub kontenerach.